# Africains en Pologne
Les Africains de Pologne, également connus sous le nom d'Afro-Polonais (Afropolacy en polonais), sont des citoyens ou des résidents de Pologne originaires d'Afrique subsaharienne.

## Aperçu historique
Les origines de la communauté afro-polonaise trouvent leurs racines dans l’immigration éducative vers la République populaire de Pologne. Le gouvernement communiste polonais a fortement soutenu les mouvements anticoloniaux en Afrique, dans le cadre d’une politique tiers-mondiste plus large, d'origine soviétique. Entre les années 1950 et 1980, de nombreux Africains ont émigré en Pologne pour poursuivre leurs études. Alors que la plupart des étudiants africains en Pologne sont retournés dans leur pays d’origine, certains ont décidé de rester en Pologne et d’acquérir la citoyenneté. La communauté afro-polonaise contemporaine comprend un grand nombre de ces Africains et de leurs descendants.
En 1955, le 5e Festival mondial de la jeunesse et des étudiants s'est tenu à Varsovie. Organisé par la Fédération mondiale de la jeunesse démocratique, un mouvement de gauche anti-impérialiste, le festival a invité des milliers de délégués du monde entier, dont près de 1 000 Africains. Les dirigeants communistes de Pologne souhaitaient exprimer leur solidarité et promouvoir le socialisme auprès des Africains des nations colonisées. L'Agence de presse polonaise a été chargée de documenter les visiteurs africains, ce qui a donné lieu à une série continue de photographies de presse polonaises représentant des visiteurs africains dans leurs interactions avec des résidents de Pologne.

## Situation actuelle
La plupart des immigrants en provenance d’Afrique vivent dans la voïvodie de Mazovie, en particulier à Varsovie. Les principaux pays d'origine des immigrants d'Afrique subsaharienne sont le Nigéria, le Cameroun, le Kenya et l'Angola ; mais, à Lublin, par exemple, le groupe dominant est celui des immigrants du Zimbabwe,,.
La Pologne n’est pas un pays de destination populaire pour les immigrants en provenance d’Afrique ; la plupart d'entre eux restent en Pologne pendant une courte période et, après avoir terminé leurs études, retournent dans leur pays d'origine ou émigrent vers les pays d'Europe occidentale, où il existe des diasporas africaines plus importantes et des opportunités d'emploi,,,.
Le thème des immigrants venus d’Afrique était déjà un sujet d’intérêt pour les chercheurs polonais dans les années 1960. Le régime communiste a utilisé la propagande pour soutenir l'arrivée d'étudiants des pays du tiers monde en Pologne et le nombre d'étudiants africains dans les années 1970 et 1980 s'élevait à plusieurs centaines de personnes par an, ; ce nombre a diminué au cours des années suivantes, mais a de nouveau augmenté de manière significative dans les années 2000 (d'environ 600 au début de la décennie à plus de 2 000 à la fin de la décennie).
L’un des principaux problèmes sociaux auxquels sont confrontés les immigrants africains en Pologne est le phénomène du racisme ; les personnes noires et à la peau foncée subissent des actes d’agression et de discrimination. Depuis de nombreuses années, les insultes envers les joueurs de football noirs de la part des supporters de nombreux clubs de football polonais sont un phénomène courant,.

## Citoyens ou résidents afro-polonais notables

### Historique
- Władysław Franciszek Jabłonowski (1769-1802), général napoléonien d'origine anglaise et africaine
- Eduard von Feuchtersleben (1798–1857), ingénieur et écrivain né à Cracovie (alors dans la partie autrichienne de la Pologne), dont la mère était la fille d'Angelo Soliman, né en Afrique.

### Divertissement et médias
- Mamadou Diouf – musicien d'origine sénégalaise
- Sara James – chanteuse d'origine polonaise d'origine nigériane[18]
- Patricia Kazadi – Actrice d'origine polonaise d'origine congolaise
- Omenaa Mensah – Présentatrice de télévision d'origine polonaise d'origine ghanéenne
- Omar Sangare – acteur, universitaire, poète et metteur en scène de théâtre polono-américain
- Aleksandra Szwed – Actrice d'origine polonaise d'origine nigériane
- Ifi Ude – Chanteur d'origine nigériane

### Militants politiques et sociaux
- Killion Munyama – Né en Zambie, ancien membre de la Plateforme civique du Sejm
- John Godson – Né au Nigéria, ancien membre du Parti populaire polonais à la Diète
- Krystian Legierski – Militant LGBT, d'origine polonaise et mauritanienne

### Sportifs
- Babatunde Aiyegbusi – Lutteur professionnel d'origine polonaise et nigériane
- Michael Ameyaw – Footballeur d'origine ghanéenne
- Ishmael Baidoo – Footballeur ghanéen
- Ferdinand Chi Fon – Footballeur retraité né au Cameroun
- Martins Ekwueme – footballeur nigérian
- Kelechi Iheanacho – footballeur nigérian
- Benjamin Imeh – Footballeur nigérian
- Maxwell Kalu – Footballeur nigérian
- Thomas Kelati – Basketteur d'origine érythréenne
- Tafara Madembo – Footballeur d'origine zimbabwéenne
- Alain Ngamayama – Footballeur d'origine congolaise
- Emmanuel Olisadebe – Footballeur d'origine nigériane
- Natalia Padilla – Footballeuse d'origine marocaine
- Yared Shegumo – Coureur de fond d'origine éthiopienne, spécialisé dans le marathon
- Jeremy Sochan – Joueur de basket-ball polono-afro-américain
- Mouhamadou Traoré – footballeur sénégalais
- Stanley Udenkwor – Ancien footballeur d'origine nigériane
- Izuagbe Ugonoh – Boxeur d'origine nigériane

### Autres
- August Agbola O'Browne – Batteur de jazz, membre de la résistance polonaise
- Abdulcadir Gabeire Farah – Historien et militant social d’origine somalienne.
- Maxwell Itoya – Immigrant nigérian en Pologne, tué lors d’une descente de police dans un marché aux puces.
- Robert Mitwerandu – Footballeur d'origine zimbabwéenne décédé
- Simon Mol – Militant antiraciste camerounais arrêté pour avoir sciemment propagé le virus du VIH